# Yeşilhisar (district)
Yeşilhisar is een Turks district in de provincie Kayseri en telt 17.658 inwoners (2007). Het district heeft een oppervlakte van 1008,1 km². Hoofdplaats is Yeşilhisar.
De bevolkingsontwikkeling van het district is weergegeven in onderstaande tabel.
| 1997   | 2000   | 2007   |
| ------ | ------ | ------ |
| 19.813 | 24.830 | 17.658 |